# よろず屋東海道本舗
『よろず屋東海道本舗』（よろずやとうかいどうほんぽ）は、冴凪亮による日本の漫画作品。

## 概要
作者のデビュー作であり、初連載作品で、作者の名を飛躍的に高めた作品でもある。
1998年、『花とゆめステップ増刊』（白泉社）6月15日号より連載が開始され、第8話より『花とゆめ』（同）本誌へ移動となる。
タイトルの「東海道」は、主人公2人の苗字「志摩」と「駿河」が東海道の旧国名であることに由来する。その他、一部の登場人物の名前も旧国名から取られている。

## あらすじ
インターネット上で何でも屋「よろず屋」を営む志摩義経。彼の下に、人気モデル・駿河香から依頼が入る。
香からの依頼を解決した縁で、香はよろず屋でバイトをすることになり、2人で協力し、様々な事件を解決していく。やがて思いも寄らない形で、2年前の志摩の両親の死を巡る真相に近づいていく。

## 登場人物
人物名の横の声優名はドラマCDでのもの。
志摩 義経（しま よしつね）
声 - 石田彰
本作の主人公。18歳。3月25日生まれ、身長159cm。背が低く童顔のため、中学生や小学生に間違われることも多々ある。感情が顔に出やすく、子供っぽい。
巡査部長だった父・和寿（かずとし）は2年前、捜査中だった連続放火事件の犯人に自宅に放火され、義経を助けるも妻共々焼死してしまう。その事件がトラウマとなり、火が苦手になり、見ただけで過呼吸症状になってしまったり、酷い時は失神してしまうこともある。香がそばにいると、発作がおさまる。後に香が上条と対峙した折にトラウマを克服し、火を見ても発作を起こさなくなった。
インターネット上で「よろず屋」という探偵業をしており、ネット上では結構評判が良い。父親に教わってヘアピンなどで鍵を開けることができる。連続放火犯・佐藤康男が両親を殺した犯人かと思われたが、その件だけアリバイは立証され、犯行を模倣した香の付き人・上条海都（但馬灰人）であり、10年前に父がやむなく撃った強盗犯の息子であったことがわかる。ただし、上条の目的は"立派な父親を誇りに思う奴を廃人にすること"であったため、復讐ではない。香がその場に居合わせていた事実が知った時は動揺のあまり、香を疑うことで逃避した。舞とAPPに叱咤され真相を求めて調べた結果、上条に辿り着いた。
上条にも指摘されたことだが、両親に感謝するのが当然、家族は愛し慈しみ合うのが当然という恵まれた環境に育った。そのため、上条の犯行の動機も父親の復讐だと勘違いした。家庭という牢獄でゴミクズのように蔑まれ愛を注がれずに道を踏み外す人間の気持ちは理解しづらく、そういった人間の気持ちを無意識に逆撫でしてしまうことも。
駿河 香（するが かおり）
声 - 千葉進歩
16歳。11月2日生まれ、A型、身長185cm。10歳の頃から「キョウ」という芸名でモデルをしている。甘いものが苦手で、脇腹が弱点。また過去に或る監督のタロットカード占いでオーディションで落とされたことが原因で、占いに対する嫌悪感と不信感は根深く、占い師ユアン（常陸優安（ひたち　ゆあん））との邂逅の折は険悪だった。侮辱されたと激怒したユアンが妹・玲音（れおん）を使って罠を仕掛けるほどである。
モデルとして仕事をする時は、その変わり様から別人格のようだと称されるが、実際、仕事の時は「キョウ」という別人格が出てくる解離性同一性障害（略称はDID (Dissociative Identity Disorder)） による二重人格者である。キョウの時は、脇腹を触れられても平気。義経と出会い、よろず屋の仕事を手伝うようになってからはキョウが出てくる回数が減る。義経と会うまでは未成年にもかかわらず安定剤のような感覚で喫煙をしていた。
副人格「キョウ」の名の由来は、父・響（ひびき）の音読みから。保護者として生み出された人格であるため、志摩の両親を殺した犯人と取引をし香にその事実を隠蔽したりもした。志摩の両親の事件が解決後、心の整理をつけ父と対峙すべく実家に戻った折、自分に拒絶されることに怯える父の心情を知り和解した。保護人格である香の唯一の交代人格キョウもまた、この機に基本人格（生来の人格）である香と統合した。
その後は周囲の感情を映す鏡ではなく、心から笑顔を浮かべ他者を思い遣れるようになった。
日向 周平（ひゅうが しゅうへい）／APP
声 - 置鮎龍太郎
20歳。8月31日生まれ、AB型、身長177cm。小説家を目指す眼鏡をかけた青年。気が弱くて自分に自信が持てず、取り柄がないと思い込んでいる。
眼鏡を外し長髪のカツラを被ると、たちまちAPP(All purpose)という自信家で大胆な性格の何でも屋に変身する。ただし変身すると言っても見た目や態度が変わるだけで二重人格ではない。まるで『マスク The Mask （1994年）』の主人公のように、カツラ一つで豹変する。よろず屋のライバル的存在。元々"APP"はベストセラー小説の登場人物であり、自信をつけるためにやっていた。普段は志摩曰く"ムカつく言動"をセーブしているが、APPはそれをそのまま表に出しているとか。香が映画出演の話で迷っている頃、小説家を目指すという本来の道に専念するため、APPをやめた。ところが、それ以降は素のままでもAPPの言動が表に出るようになり、相変わらず志摩や舞をぶち切れさせている。
APPマニアの香曰く"原作のAPPはもっとクールだが、コピーとしてほぼ完璧だ"であり、映画化によりAPP役に抜擢された友人・壱岐直政が役作りのために弟子入りを申し込み、ストーカーと化した彼のしつこさに根負けして師匠を引き受けた。
出雲 舞（いずも まい）
和菓子屋『折り鶴』の娘。母が父に暴力を受けていたことから、男に虐げられる女性が泣き寝入りするのは許せないと思い、『福集屋』という復讐代行業をしていた。ところが、その真相は母親が塾や習い事で自分から自由な時間を奪ったため、父親が怒って殴ってしまったのだった。父親を恨む自分に"お父さんを怒らないで"と庇う理由が理解できず、志摩が少し声を荒らげた程度で暴力を振るう最低男と看做すようになってしまう。友人の事件を通じて、母親の店の資金も暴力を反省した父親が出したことを志摩から知らされ、両親の離婚の原因の誤解が解けたことで『集福屋』(修復屋)に改名し仕事内容も一新した。トンファー使いであるが、後半殆どトンファーは使われていない。自分をからかった志摩をトンファーで小突いた程度である。芸能人に興味がなくキョウのことも知らなかった。実は2年前の例の放火殺人事件の目撃者。上条の疑惑が発覚した際、香のピンチに志摩と協力して奔走した。
遠江 静（とおとうみ しずか）
香の姉。既婚者。「ジョイ・ガーデン」というテーマパークの責任者で、潰れかけていたところを自らのアイディアで再興させた。婚約中だった頃の夫・天空（かみたか）の理解を得て、父とうまくいかない弟・香を連れて実家を離れ、以降は結婚した天空と弟との３人暮らしが続いた。料理の腕は"目玉焼きとかカレーを作る程度から少し上"くらいで、あまり上手ではないらしい。弟を溺愛するあまり、父の苦悩が見えない盲目的な一面も。母を亡くして以降、親子3人のぎくしゃくした関係の頃のまま、父に対する認識が停滞していた。最終巻では娘・光（ひかる）の存在が突如として明らかに。
遠江天空（とおとうみ　かみたか）
静の夫で香の義兄。香が所属する事務所の社長で、婚約中に後の義弟となる香をスカウトした。香が幼い頃は彼を"カオリン"と呼んでいた。義弟の保護人格キョウのことも知っており、周囲の自分に抱くイメージを演じる"鏡"だと評している。静に隠れて彼女のスリーサイズを無理矢理香に教えたりするお茶目な奴。
遠江光（とおとうみ　ひかる）
静と天空の娘。幼い頃に女の子にしか見えなかった叔父（香）に瓜二つなため、志摩は男の子と間違えた上、香の隠し子かと勘違いを。彼を手伝って香がよろず屋のバイトをし始めてから、大好きな叔父が志摩のことばかりなので彼が嫌い。
八神 幸伸（やがみ ゆきのぶ）
声 - 子安武人
香のマネージャー。社長である天空の命令で香と同居したため、キョウの存在も知っている。香のことは、常にキョウと呼ぶ。香がよろず屋に関わるようになってから、怪我が増えたので、怒り半分心配半分といった状態である。あくまでも事故だが初対面で香の膝蹴りの直撃を受け、その直後に香を女の子と間違えたため、天空の回し蹴りをくらった。
筑前 弥一（ちくぜん よいち）
刑事。義経の父親の同僚だった。人相が悪く、警察官よりも指名手配犯に思われやすい。志摩と香も"悪人にしか見えないよ、あんた"と内心で突っ込んだりしている。警察官になったのは怪我をした子供の手当てをしようとしたところ、当の子供に怯えられて志摩の父に窘められたことが発端である。以来、志摩刑事は憧れの人である。同僚には"あげパン"こと上緒三平太（あげお　さんぺいた）という本名でも変わった名前の人間もいる。コミックス最終巻で恋人・霞冬子とめでたくゴールインした。一時は別れたものの誕生日プレゼントを渡しそびれてウロウロしていたのを不審者と間違われ、彼女がよろず屋に仕事を依頼したことがきっかけで仲直りした。
上条海都（かみじょう　かいと）
香の付き人。本名・但馬灰人（たじま　かいと）。10年前に闇ルートで入手した拳銃を使い強盗傷害事件を引き起こし、志摩巡査部長（志摩の父親）に撃たれ3日後に死亡した但馬洋輔の息子。父親の事件が原因で世間の白い目に晒され、3年前に病死した母親は夫の言いなりでバカだと蔑んでいた。
2年前に連続放火犯・佐藤の手口をハッキングで模倣し、志摩の両親を焼き殺した犯人。ドレッドのカツラを被っていたため、家の前に「キョウ」に人格交代した香と一緒にいるのを目撃した舞も誰かはわからなかった。動機は父を誇りに思う志摩を廃人にすることであり、再び事件を起こした直接の理由は自分でも気づいていなかったが、香に"自然な笑顔をさせる"志摩に対する嫉妬だった。煙草に仕込んだ毒により自殺した。
十枡 英二（とおます えいじ）
香のクラスメイトで親友。名前の"とおますえいじ"→"とーます・えじそん"という似た響きから、あだ名は「エジソン」。
小川国光（おがわ　くにみつ）
幼い頃から丸飲みに挑み続ける男。あだ名は「おがっち」。口癖は"丸飲みするぞ"で、決め台詞は"俺の喉は宇宙だ"である。4歳の時から昏睡状態に陥るなど死にかけても懲りずに挑み続け、11歳で丸飲み世界大会に参加して第2位、翌年の12歳の2度めのチャレンジで見事チャンプの座を勝ち取る。それ以降も挑戦者たちを蹴散らし、防衛戦を勝ち残り続けている。最終巻ではエジソンと共に志摩を手伝い万引きグループを捕まえていた。
山ノ手圭吾（やまのて　けいご）
雑誌記者。"ストレイシープ"で香のスクープ目当てに近づいたが人の良い性格ゆえに断念し、一時は芸能記者を辞めてバイトをしていた。しかし、結局は元に仕事に戻り、写真やエッセイなど仕事をしながら志摩を時々手伝ったりもしている。
小林 ほとり（こばやし ほとり）
日向周平の婚約者。APP=周平だと知らずに、APPを探して欲しいとよろず屋に依頼する。クリスマスパーティを兼ねた婚約披露の夜、父の妹である叔母に命を狙われた。しかし、その事件を機に探していたAPPが愛する周平だと知り、ハッキリと彼の想いを知った。正体が周平だと知らずにAPPを探して貰おうとしたのも、陰気だと陰口を叩かれ初対面では志摩たちにさえ使用人と看做されるため、APPに活を入れて貰いたかったから。
壱岐直政（いき　なおまさ）
大学で"日向周平＝APP"だと知る数少ない人物。APPシリーズの映画化決定に伴いAPP役のオーディションもあり、しつこく弟子入りをさせてくれと頼み込んだため、周平にはストーカーと呼ばれている。結局、それを認めた周平にAPPとしての言動をコーチして貰い、無事にAPP役に抜擢された。
緋村 深久（ひむら しんく）
声 - 野田順子
子役。香をライバル視している。母親の行方探しを志摩に依頼した。裏表があり、人前では標準語で話すが、志摩たちには関西弁で話し、やや毒舌気味。母親の行方探しを依頼した件で志摩と知り合うが、実は母親が転落事故で記憶を喪い自分が結婚し息子がいることを忘れてしまったため、実家で妻を静養させていた父が母親からの手紙として書いて送っていたことがわかる。その後、母親の記憶についての進展は描かれていない。
狩野 真由子（かりや まゆこ）
転校により、香のクラスメイトとなる。父親は小説"APP"シリーズを生み出した小説家・狩野章吉（かりや　しょうきち）。香に見せようと"APP"シリーズ最新作の締め切り前の原稿を持ち出し、コピーしたモノを学校に持っていくが、APPの隠れファンである風間に盗まれ、APPが一命を取り留めて生き延びる決定稿を知らずに逆上した彼により父が脅迫状を送られる原因を作ってしまう。後に父であろうと他者のモノを勝手に持ち出すことは泥棒でしかなく、自分の軽率な行為により香にまで迷惑をかけたことを猛省した。罰ゲームで島や香を女装させ危険な妄想に耽る少女。最終巻でエジソンたちと一緒に志摩の手伝いをしていた。

## 書誌情報
- 冴凪亮 『よろず屋東海道本舗』 白泉社〈花とゆめコミックス〉、全9巻
  1. 1999年11月発売、ISBN 4-592-17651-0
  2. 2000年3月発売、ISBN 4-592-17652-9
  3. 2000年7月発売、ISBN 4-592-17653-7
  4. 2000年11月発売、ISBN 4-592-17654-5
  5. 2001年5月発売、ISBN 4-592-17655-3
  6. 2001年9月発売、ISBN 4-592-17186-1
  7. 2001年12月発売、ISBN 4-592-17187-X
  8. 2002年4月発売、ISBN 4-592-17188-8
  9. 2002年7月発売、ISBN 4-592-17189-6
- 冴凪亮 『よろず屋東海道本舗 特別編』 白泉社〈花とゆめコミックス〉、2006年8月18日発売、ISBN 4-592-18420-3
- 冴凪亮 『よろず屋東海道本舗』 白泉社〈白泉社文庫〉、全5巻
  1. 2012年3月15日発売、ISBN 978-4-592-88786-7
  2. 2012年3月15日発売、ISBN 978-4-592-88787-4
  3. 2012年5月15日発売、ISBN 978-4-592-88788-1
  4. 2012年5月15日発売、ISBN 978-4-592-88789-8
  5. 2012年7月13日発売、ISBN 978-4-592-88790-4